# Gölsdorfgasse
Die Gölsdorfgasse befindet sich im 1. Wiener Gemeindebezirk, der Inneren Stadt. Sie wurde 1919 nach dem Lokomotivkonstrukteur Karl Gölsdorf benannt.

## Geschichte
Das Gebiet, auf dem die heutige Gölsdorfgasse liegt, gehörte im Mittelalter zur Vorstadt vor dem Werdertor und erstreckte sich über den Stadtgraben der Ringmauer der Wiener Stadtmauer. 1646 wurde die Wasserschanze als Teil der Befestigungsanlagen auf dem Gebiet des heutigen Häuserblocks zwischen Gölsdorfgasse, Franz-Josefs-Kai, Salztorgasse und Gonzagagasse errichtet. Sie wurde 1822 abgerissen. 
1859–1860 begann man hier mit dem Abbruch der übrigen Befestigungsanlagen, statt derer der Kai und die Ringstraße auf dem Gelände der ehemaligen Stadtmauer und des sie umgebenden Glacis errichtet wurde. Auf dem damit leeren Stadterweiterungsgebiet wurden planmäßig neue Straßen und Häuserparzellen angelegt. So entstand auch 1862 zwischen Franz-Josefs-Kai und Rudolfsplatz die kurze Augustengasse. Entgegen der verbreiteten Meinung, diese wäre nach Kaiserin Karoline Auguste benannt worden, bezweifelt Richard Perger dies, da die Kaiserin stets mit ihrem ersten Vornamen genannt wurde und Benennungen nach ihr daher Karolinenbrücke oder Karolinentor lauteten. Es dürfte sich daher bei der Namensgeberin um Erzherzogin Auguste, die Gemahlin des bayrischen Prinzregenten Luitpold, handeln. 
Nach dem Abbruch der Salzgrieskaserne wurde 1881 die Verlängerung der Augustengasse vom Rudolfsplatz bis zum Salzgries möglich. Als die Monarchie zu Ende gegangen war, benannte man manche Straßen, die nach Angehörigen des Kaiserhauses benannt worden waren, aber sonst keine besonderen Verdienste um Wien besaßen, um. Daher wurde 1919 die Augustengasse in Gölsdorfgasse umbenannt. Sie erinnert seither an den 1916 verstorbenen verdienstvollen Eisenbahningenieur Karl Gölsdorf.

## Lage und Charakteristik

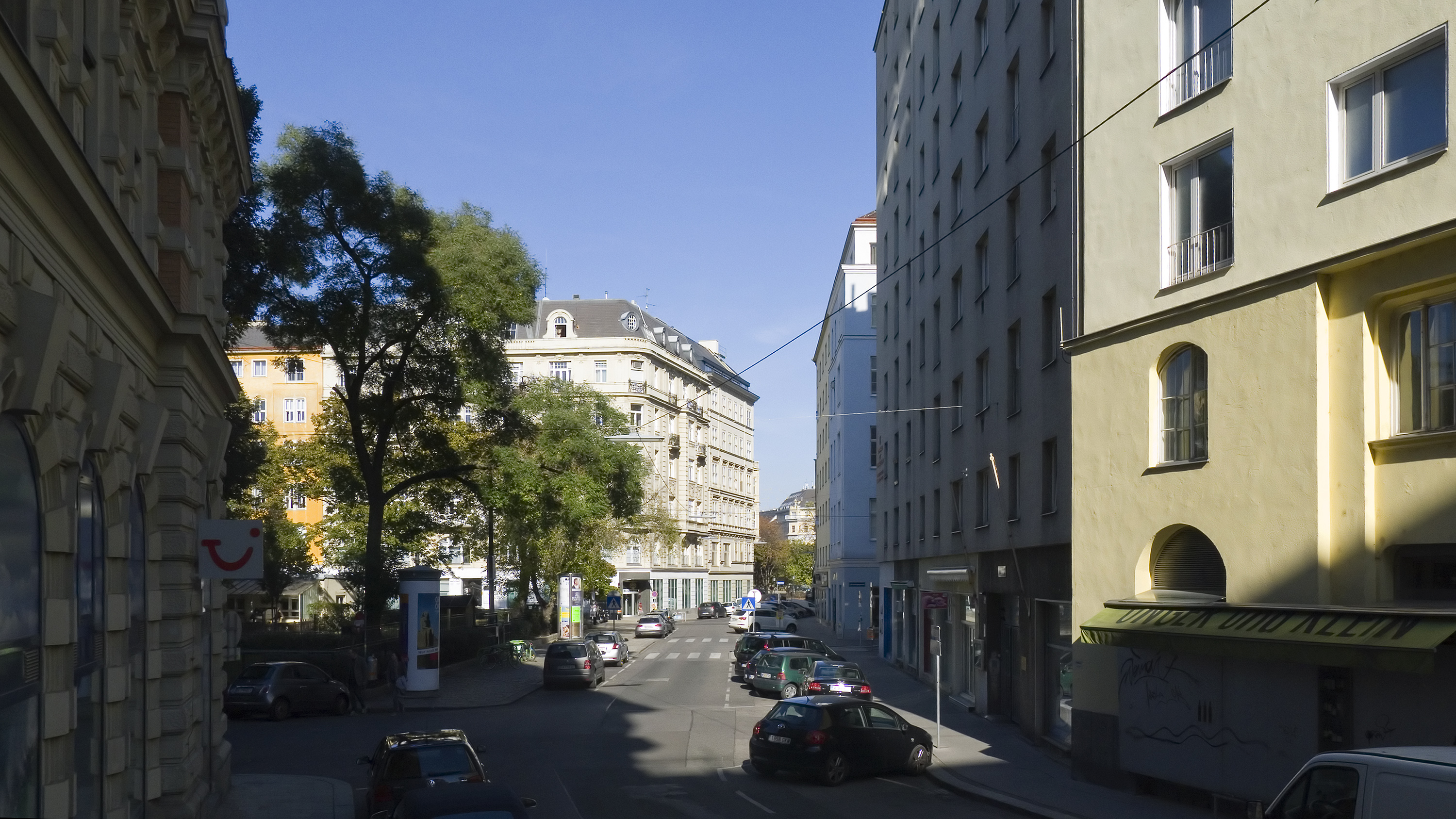
Gölsdorfgasse vom Salzgries aus gesehen

Die Gölsdorfgasse verläuft vom Salzgries in nördlicher Richtung, wird durch den Rudolfsplatz unterbrochen und führt dann von diesem weiter in nordöstlicher Richtung zum Franz-Josefs-Kai. Infolge dieser drei Teilabschnitte nimmt sie insgesamt einen gebogenen Verlauf ein. Sie wird durchgehend als Einbahnstraße geführt, wobei Radfahren in gegenläufiger Richtung möglich ist. Öffentliche Verkehrsmittel verkehren hier nicht. Autoverkehr und Fußgängeraufkommen sind gering. Die Gebäude bestehen aus Wohn- und Geschäftshäusern im historistischen Stil, die zwischen 1860 und 1880 entstanden. In ihnen liegen einige Verkaufsgeschäfte. Eine große Grünfläche in Gestalt eines Parks befindet sich am Rudolfsplatz.

## Gebäude

### Nr. 1: Wohn- und Geschäftshaus
Ursprünglich war die nördliche Seite des Salzgries ohne Häuser und es verlief hier die Stadtmauer entlang. Mit der Zeit entstanden dann an ihr einige Basteihäuseln und private Miethäuser, die abgerissen wurden, um 1745 an deren Stelle mit dem Bau der Salzgrieskaserne zu beginnen, der einzigen Kaserne innerhalb der Stadtbefestigungen. Sie bestand bis 1880. Das Gelände wurde anschließend neu parzelliert und verbaut. 1881–1884 errichtete Wilhelm Fraenkel an der Ecke Salzgries und Gölsdorfgasse dieses Haus in Formen der Neorenaissance für Julius Weissenfeld Ritter von Meisach. Es liegt an der Hauptadresse Salzgries 10.

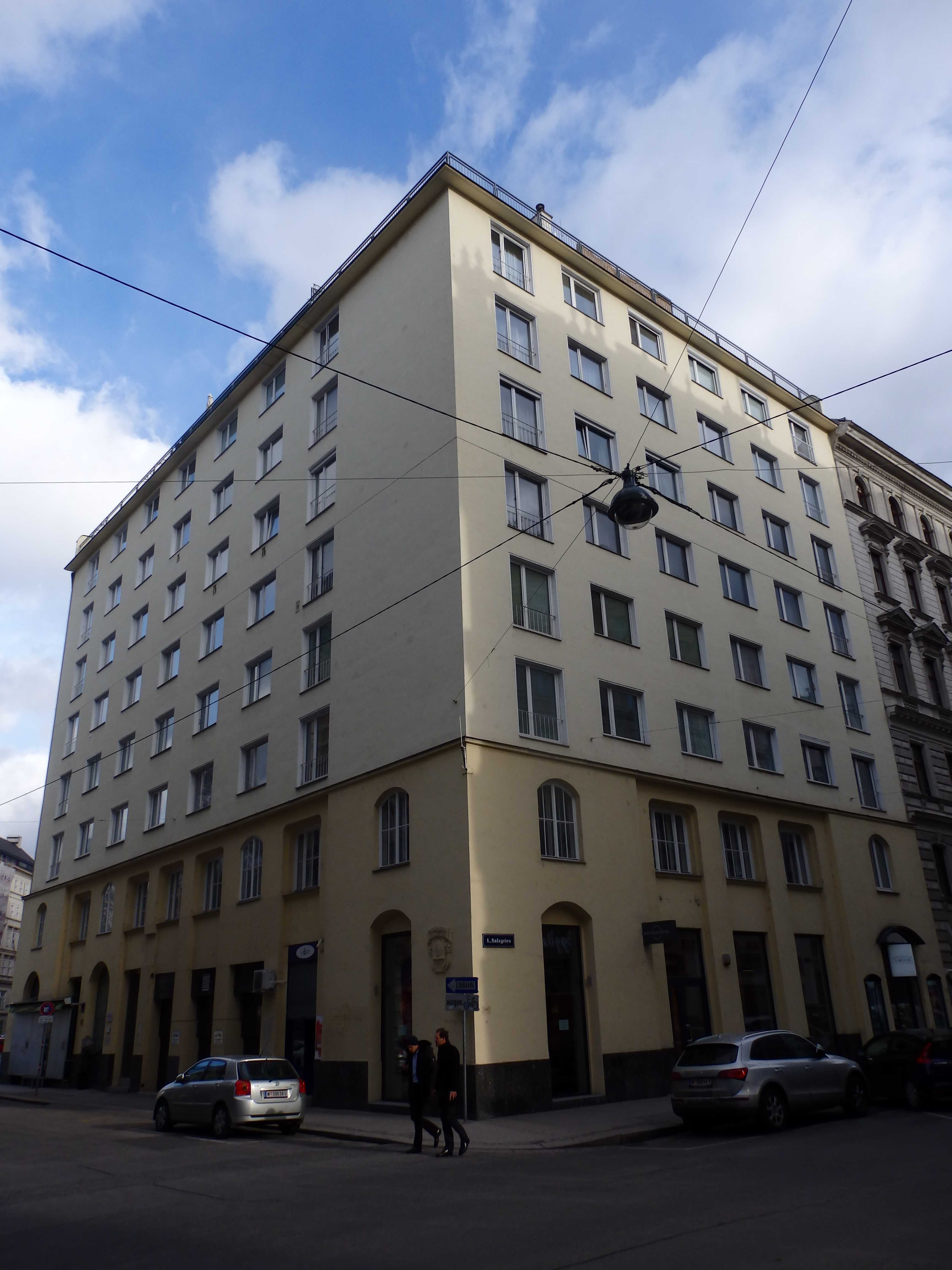
Haus Gölsdorfgasse 2

### Nr. 2: Wohnhaus
An dieser Stelle befanden sich zuvor schon Vorgängerbauten, die an die Salzgrieskaserne grenzten. 1881 wurde das letzte von ihnen abgerissen und von Adolf Hofbauer 1882 das heutige Gebäude an der Ecke Salzgries und Gölsdorfgasse im historistischen Stil errichtet. Durch eine Bombe wurde es 1945 zerstört und nur mehr stark vereinfacht wieder aufgebaut.

### Nr. 3: Wohnhaus

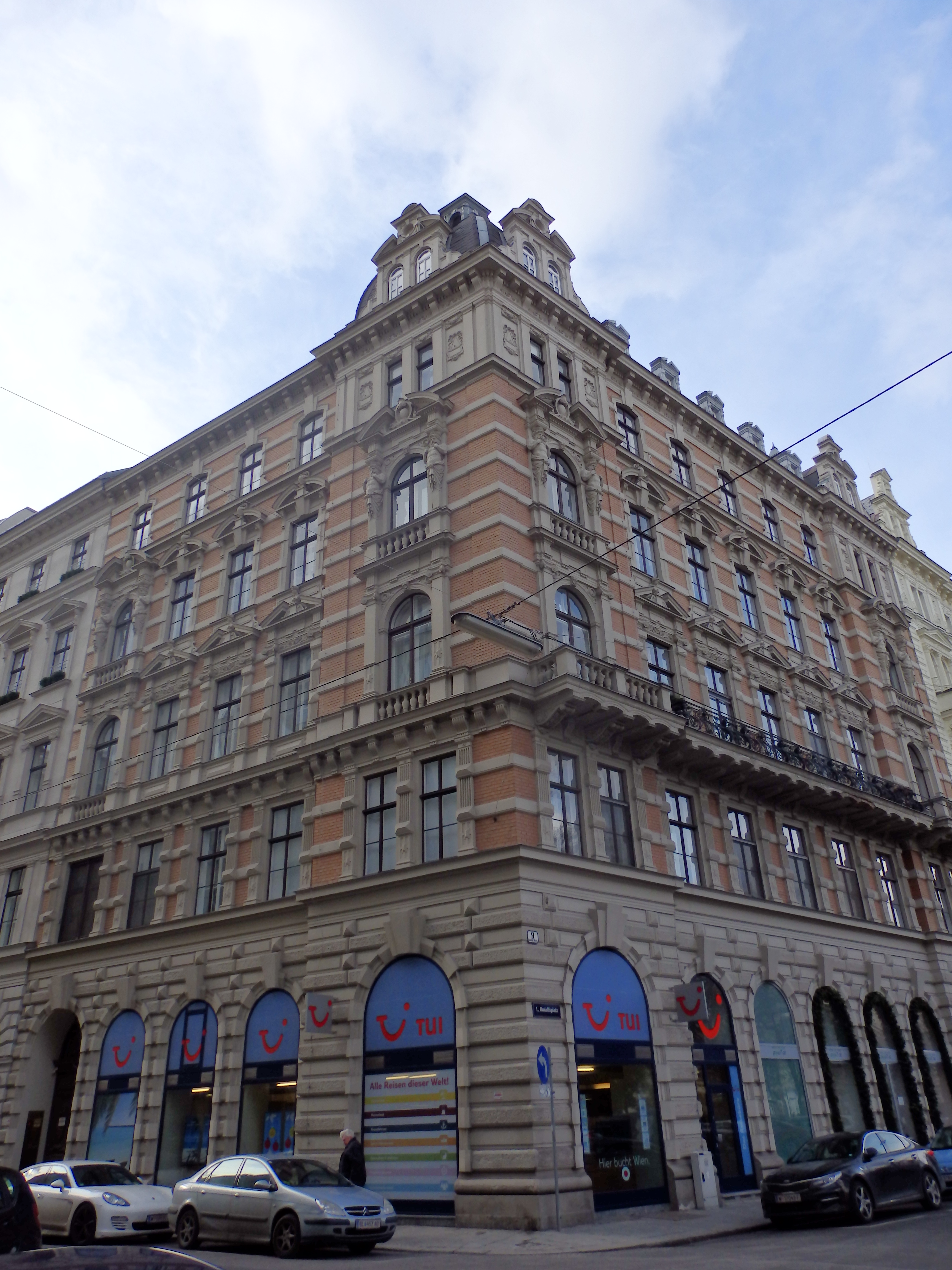
Haus Gölsdorfgasse 3 (1881)

An der Ecke Gölsdorfgasse und Rudolfsplatz erbaute Wilhelm Fraenkel 1881 dieses bemerkenswerte Gebäude in altdeutschen Formen der Neorenaissance. Es besitzt einen Eckrisalit mit Balkon und Kuppel. Die Fassade besteht aus gebändertem Sichtziegelmauerwerk, das sich über einem rustizierten Sockel erhebt. In beiden Bereichen sind Diamantquader zu sehen. Die Fenster besitzen gesprengte Giebel mit Vasen und Büsten, daneben auch Hermenpilaster. In der Attikazone haben die Fenster ebenfalls gesprengte Giebel. Bemerkenswert ist das Schmiedeeisengitter des großen Balkons zwischen Eck- und Seitenrisalit an der Seite zum Rudolfsplatz. Hinter dem Holztor liegt eine reich stuckierte Einfahrt mit toskanischen und ionischen Pilastern, Ädikulen und Büsten, kassettierten Gurten und Gewölben sowie einem Stöcklplaster. Im Stiegenhaus sind die Treppengeländer, der Fliesenboden, die Stuckplafonds und die Ädikulatüren zu beachten.

### Nr. 4: Gotisches Haus
Das Haus an der Ecke Franz-Josefs-Kai und Gölsdorfgasse hatte ursprünglich die Adresse Augustengasse 2. Es wurde 1860–1862 von Heinrich von Ferstel im historistischen Stil errichtet und ist eines der seltenen Beispiele profaner Architektur in neugotischen Formen in Wien. Es handelt sich außerdem um den ersten Wohnbau, den Ferstel errichtete. Die Fassade des Hauses besteht über der Sockelzone aus Sichtziegeln mit Maßwerkfenstern im ersten Obergeschoß. Ins Auge fällt besonders der schlanke, viergeschoßige, fialen- und maßwerkbesetzte, überkuppelte Eckerker. An der Seite zum Franz-Josefs-Kai befindet sich außerdem eine Balkonanlage mit Maßwerkspitzbögen auf Konsolen in Haustein. An Gesimsen und Fensterrahmen ist kleinteiliger Dekor in Terrakotta zu sehen, wie Maßwerk, Würfelfries, Kreuzblumen oder Konsolen. Im Inneren befindet sich ein kreuzgratgewölbtes Vestibül. Die zweiarmige Hausherrentreppe hat neugotische Schmiedeeisengeländer, die Decke zeigt Ornamentmalerei.
Eine Gedenktafel erinnert daran, dass in diesem Haus 1886 Hermann Broch geboren wurde. Das Haus steht unter Denkmalschutz.

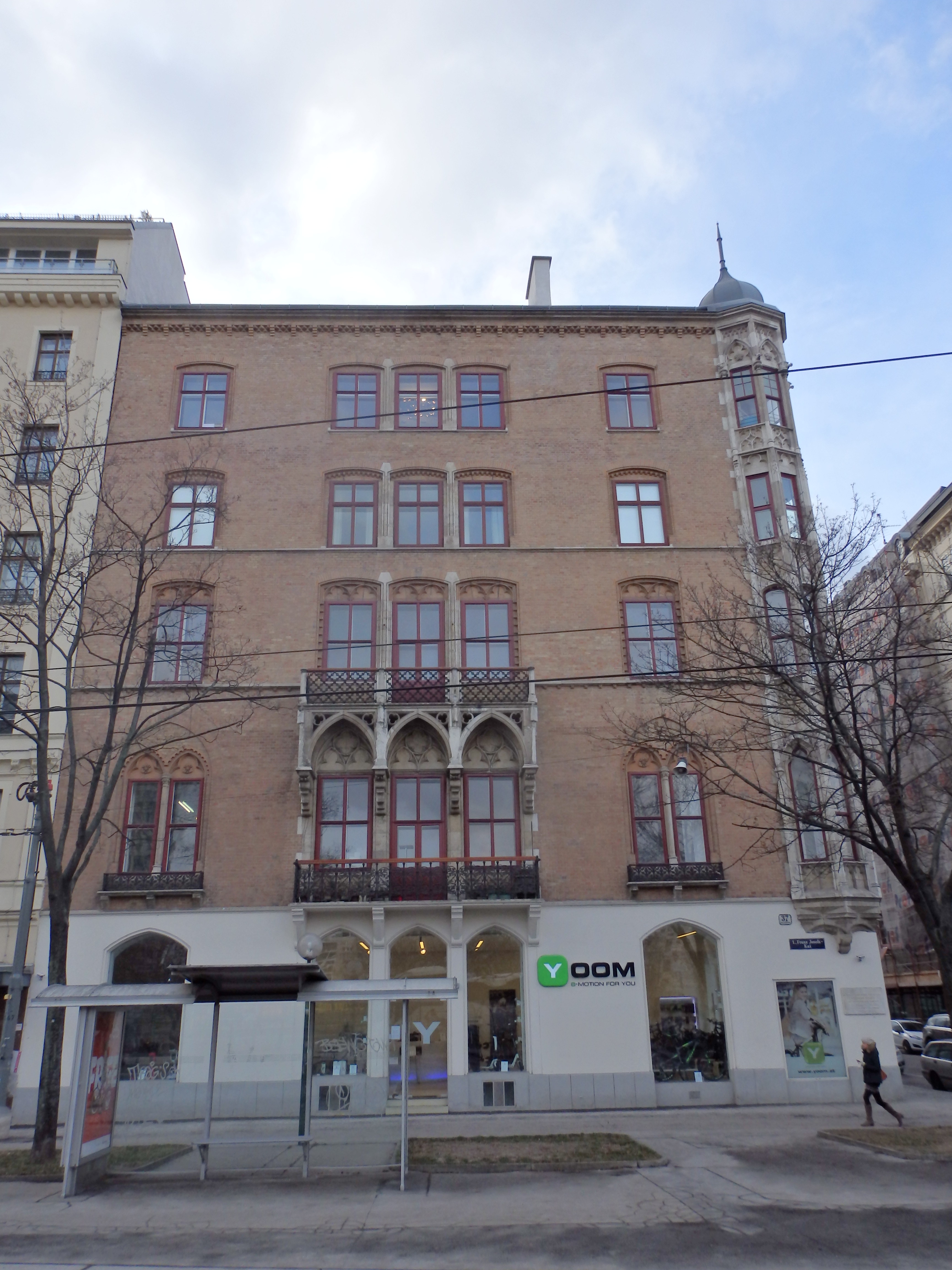
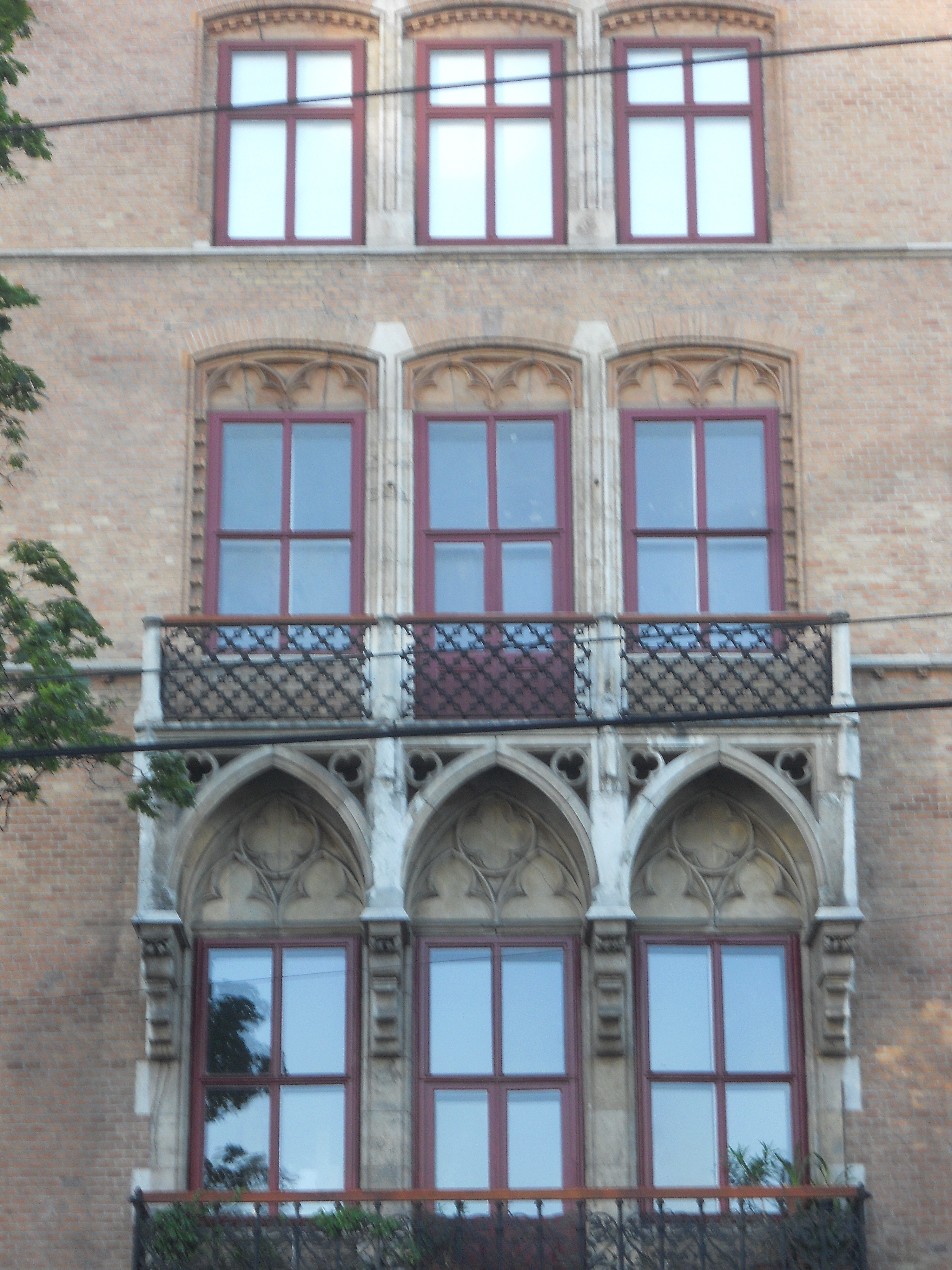
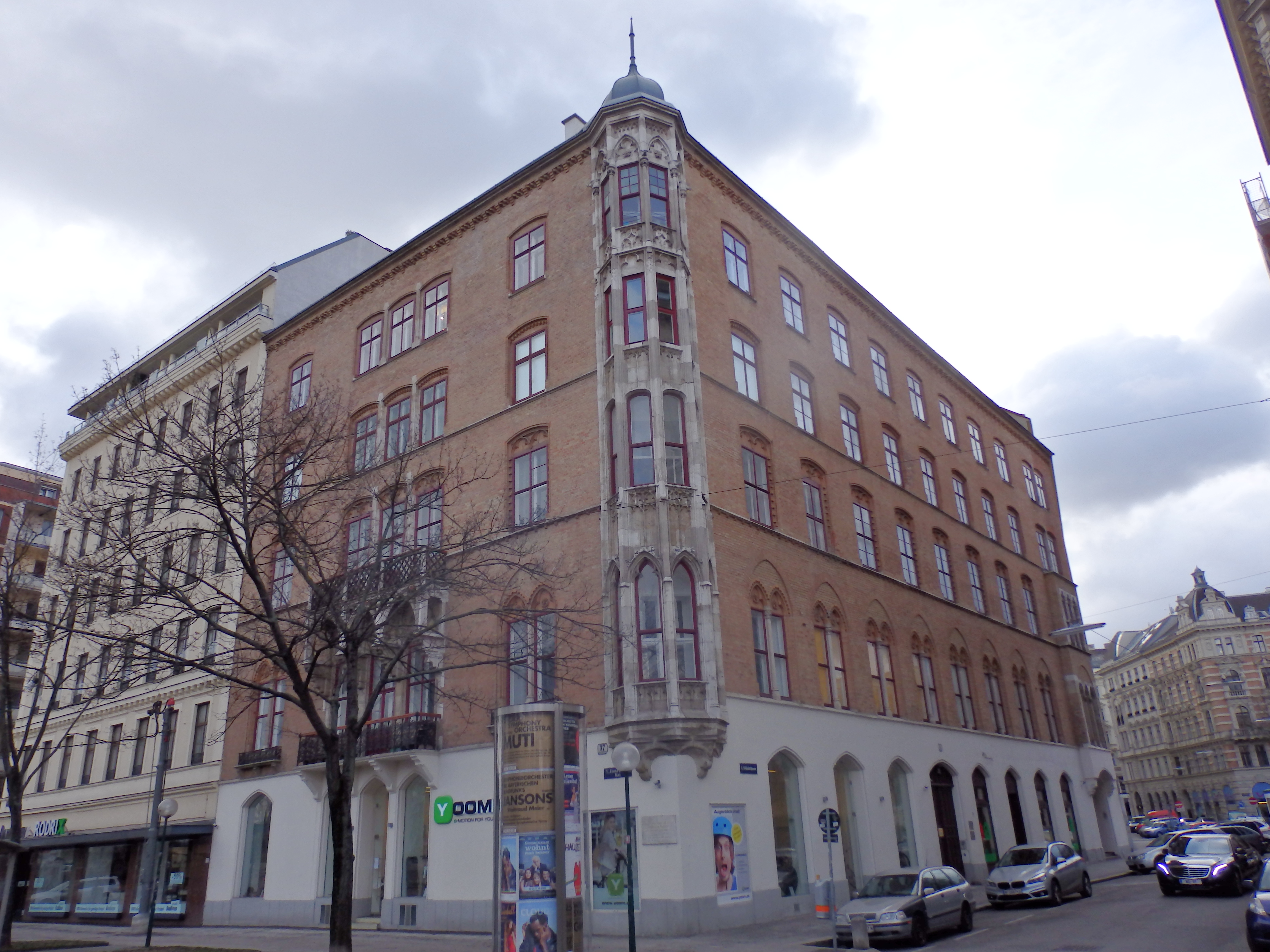
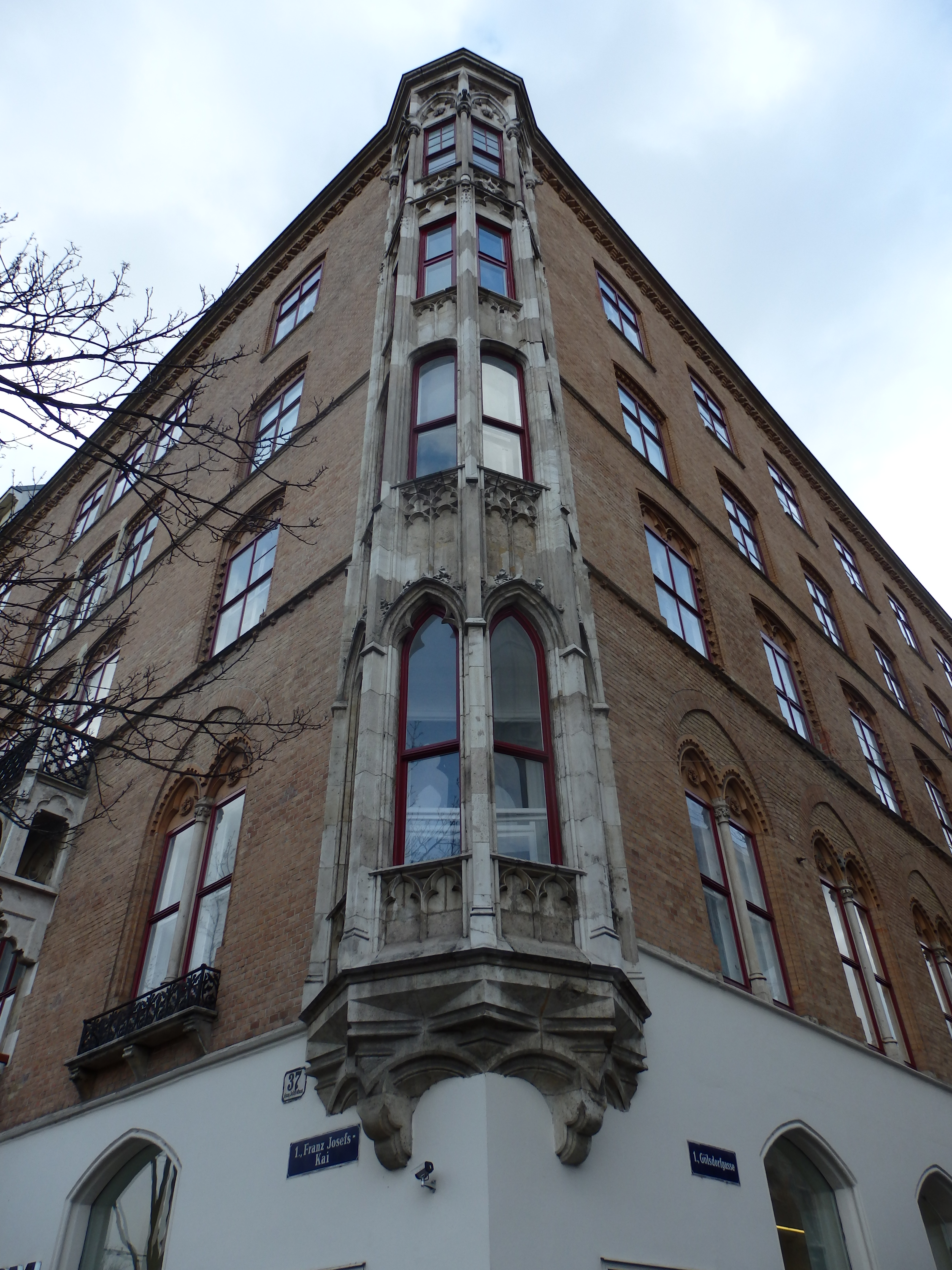
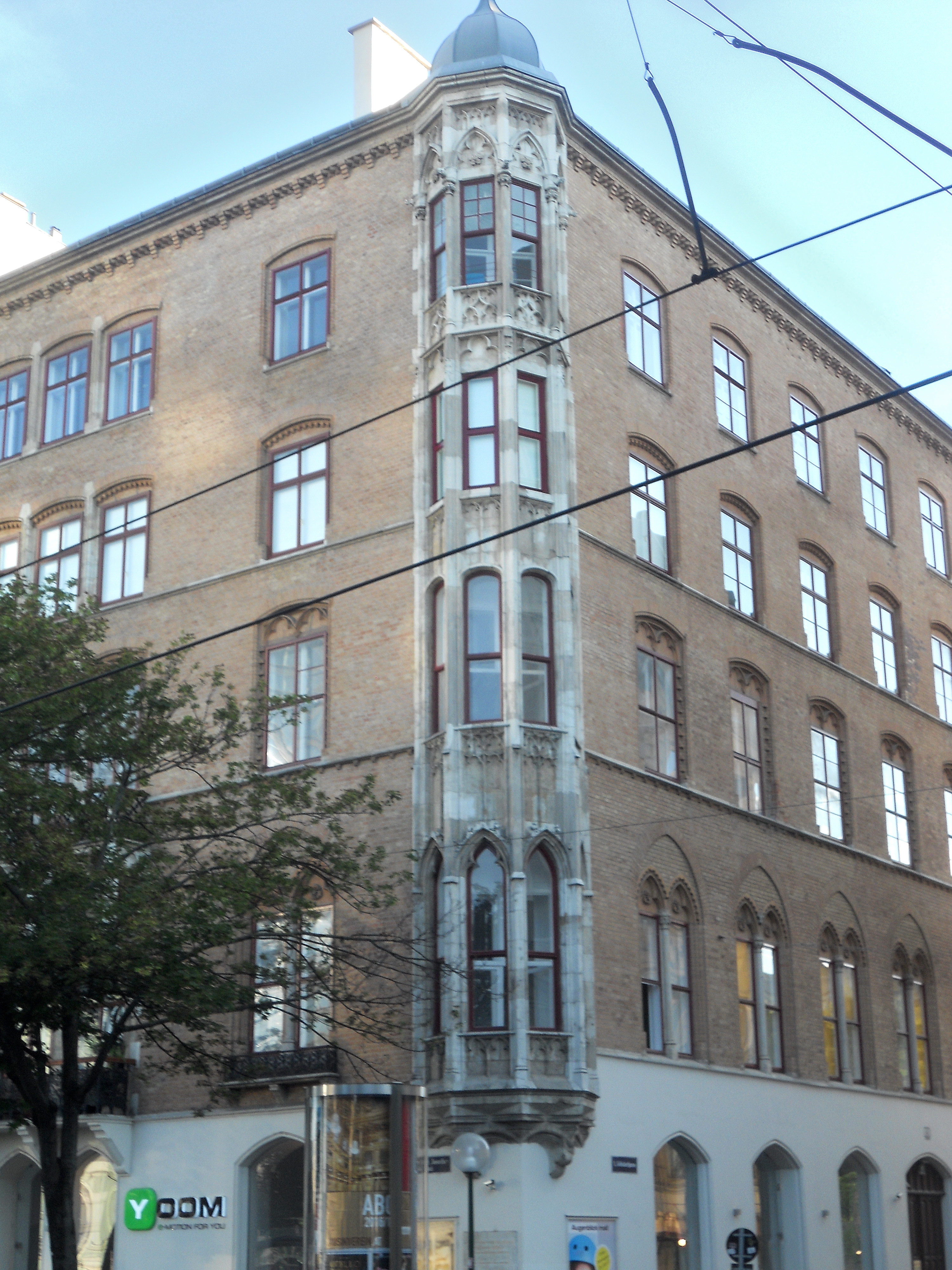
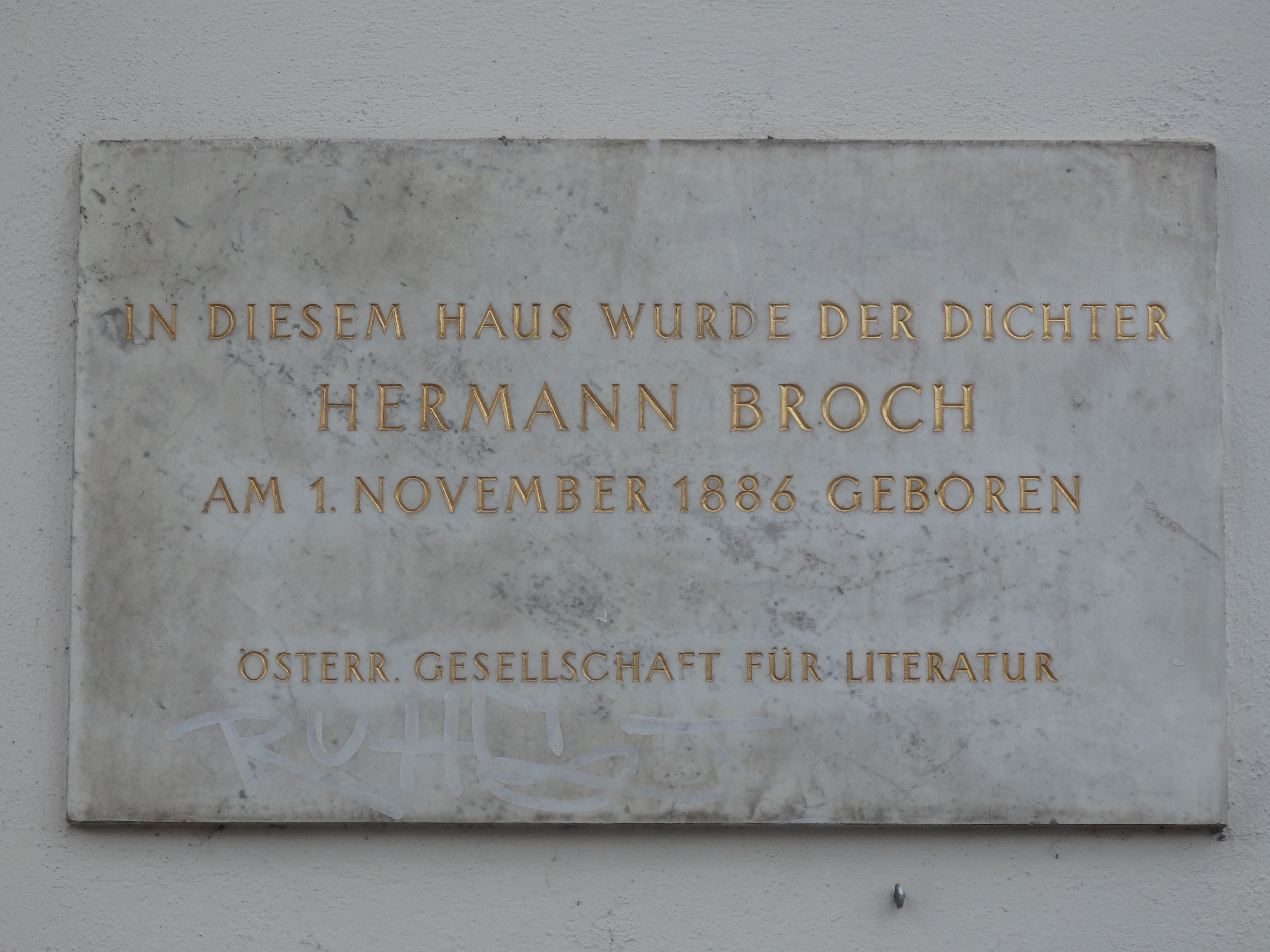
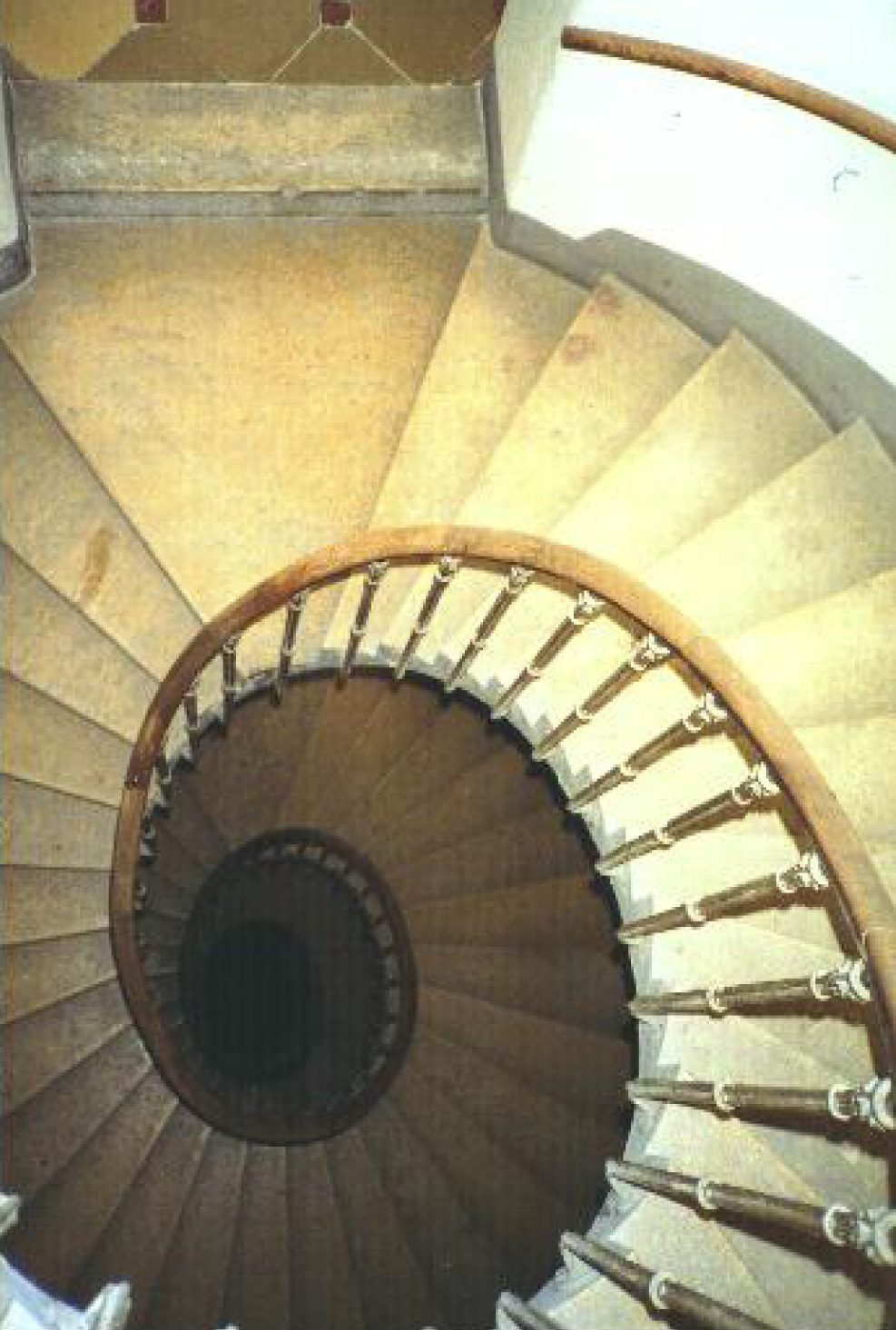
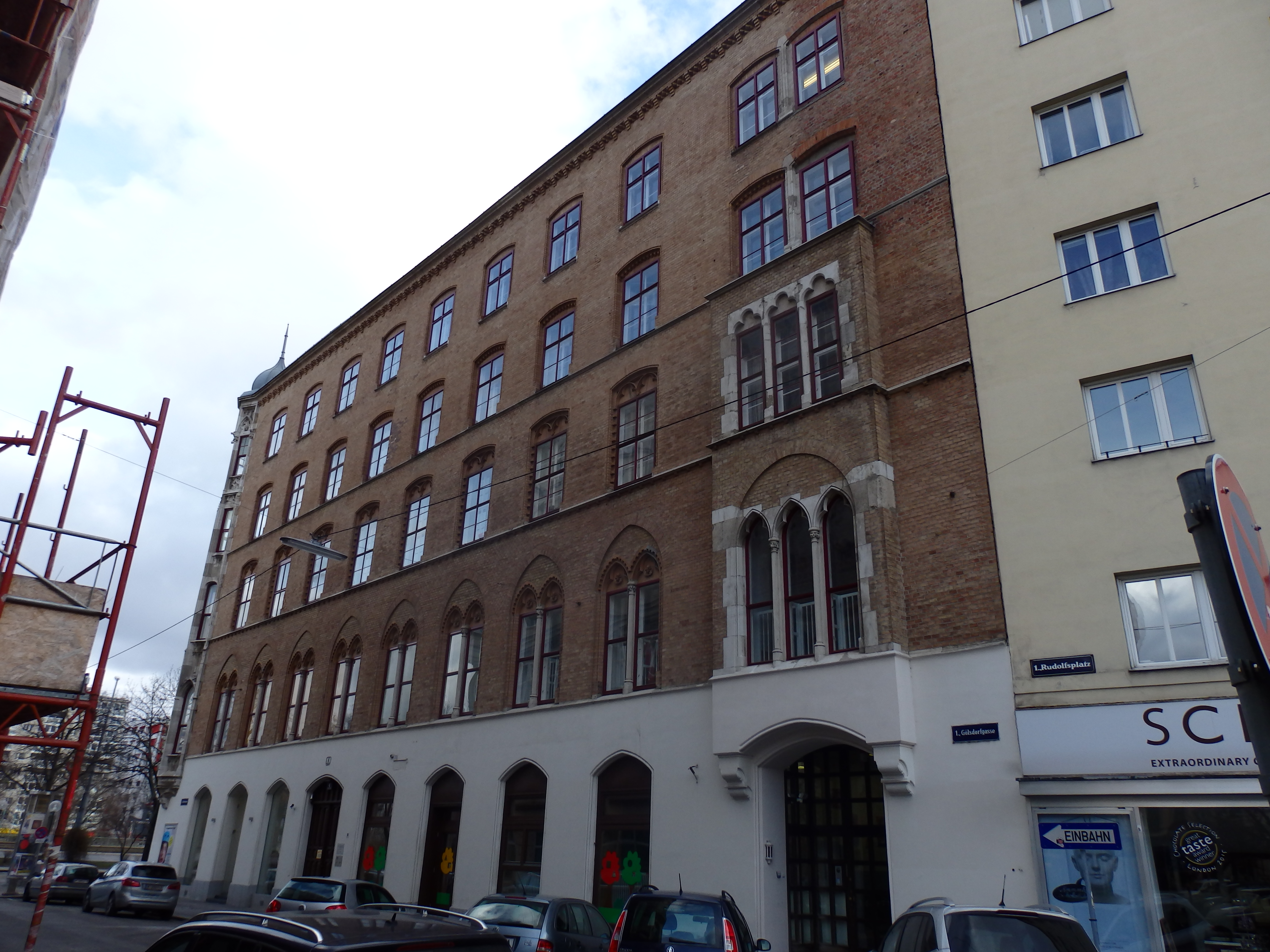

### Nr. 5: Miethaus
Das spätsecessionistische Miethaus an der Ecke Rudolfsplatz und Gölsdorfgasse wurde 1911–1912 von Siegfried Kramer erbaut. Es hatte ursprünglich die Anschrift Augustengasse 1 und liegt an der Hauptadresse Rudolfsplatz 6.

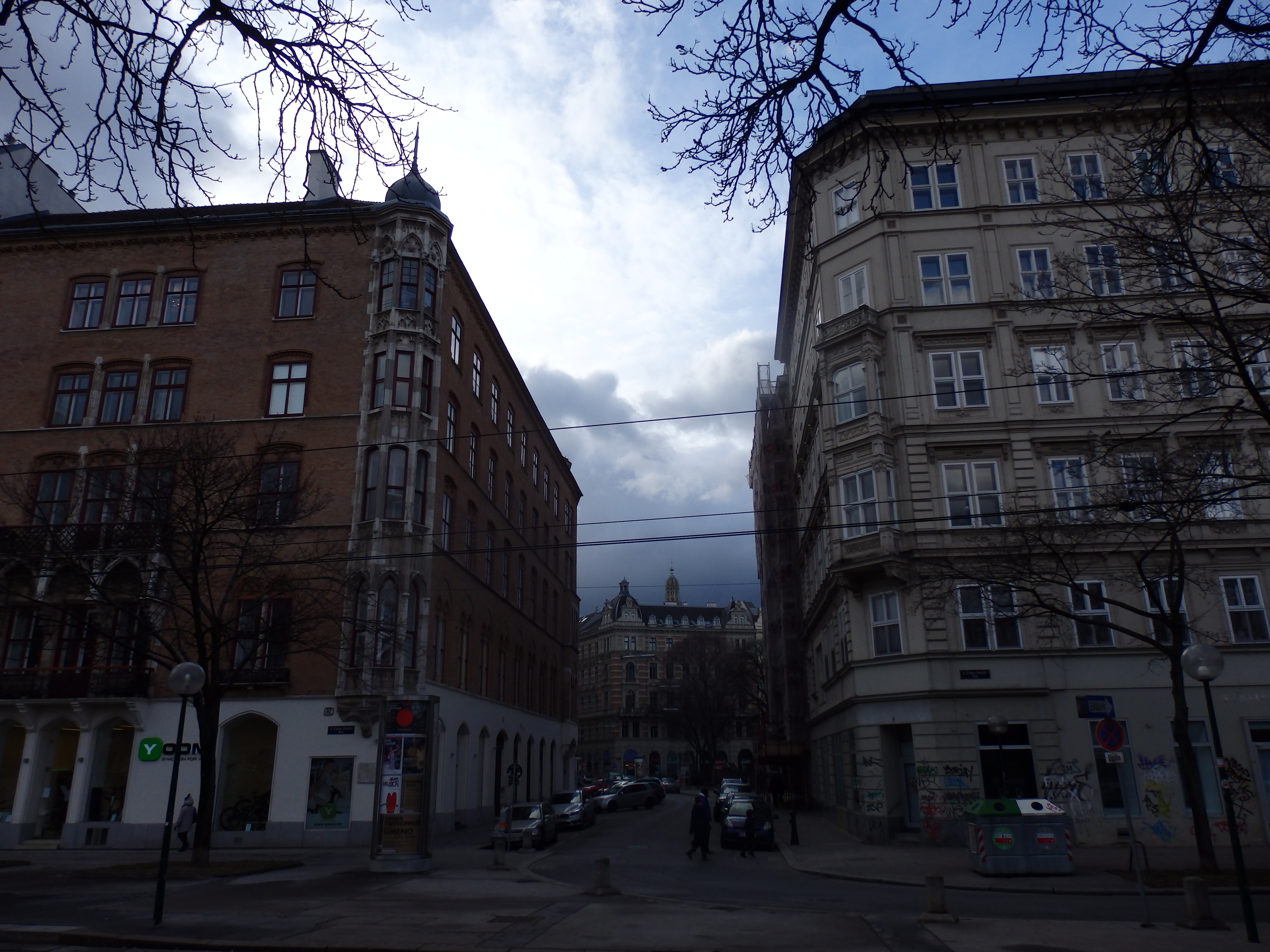
Gölsdorfgasse vom Franz-Josefs-Kai aus gesehen

### Nr. 7: Wohnhaus
Das Eckhaus Gölsdorfgasse und Franz-Josefs-Kai wurde 1860 von Eduard Kaiser errichtet. Es ist Teil eines historistischen Ensembles am Franz-Josefs-Kai, das bis Nr. 45 reicht. Das Haus hatte ursprünglich die Anschrift Augustengasse 3 und liegt an der Hauptadresse Franz-Josefs-Kai 39.